# Relações entre Tajiquistão e Uzbequistão
As relações entre Tajiquistão e Uzbequistão referem-se às relações entre a República do Uzbequistão e a República do Tajiquistão. Analistas afirmam que os dois países estão "envolvidos em uma guerra fria não declarada"  e têm as piores relações bilaterais da Ásia Central. 

## História

### Antes da independência
O Império Russo (1721-1917) controlava o Turquestão russo como uma unidade singular; a criação de "nações" na Ásia Central não estava na agenda dos decisores políticos russos. No entanto, o fervor revolucionário da Guerra da Independência Turca (1919-1922) se espalhou do antigo Império Otomano às terras russas. Com base na ideologia do panturquismo, que visa reunir todos os falantes das línguas turcomanas da Anatólia a China em um único estado, o líder dos Jovens Turcos Enver Pasha liderou a Revolta dos Basmachi na Ásia Central soviética. No entanto, os reformadores pan-túrquicos e jadídeos, até mesmo membros anti-Basmachi do Partido Comunista do Turquestão, eram hostis à reivindicação dos tadjiques e outros povos não-túrquicos para uma identidade separada na Ásia Central.
O estabelecimento da República Socialista Soviética Uzbeque (também conhecida como Uzbequistão) em 1924 como parte da delimitação nacional na União Soviética resultou na uzbequização dos centros culturais tajiques de Samarcand e Bukhara, bem como de todos os tajiques no Uzbequistão e no Tajiquistão, uma vez que o Tajiquistão não possuía o estatuto de sua própria República Socialista Soviética. A etnogênese dos "uzbeques" envolveu a liquidação de outras etnias como os Sarts e os Kuramas, que se identificaram com outros povos iranianos como os tajiques antes da assimilação à nação uzbeque. No entanto, em 1929, foi criada a República Socialista Soviética Tajique (também conhecida como Tajiquistão). O colaboracionismo turco, caucasiano, cossaco e crimeano com as potências do Eixo durante a Segunda Guerra Mundial resultou numa reação das autoridades soviéticas que incluíram transferências populacionais que trouxeram caucasianos para a Ásia Central.
Ambas as repúblicas participaram do referendo em março de 1991, numa tentativa de preservar a União Soviética sob uma forma diferente, mas logo foram prejudicadas pela tentativa de golpe em agosto daquele ano. Como consequência, tanto o Uzbequistão como o Tajiquistão declararam a sua independência meses depois e tornaram-se membros da Comunidade de Estados Independentes, onde oficialmente deram lugar ao desmembramento da União Soviética no final do ano.

### 1992-1997: Guerra Civil Tajique
Após a queda da União Soviética em 1991, conflitos entre os dois grupos surgiu quando tadjiques atacaram bens uzbeques no Tajiquistão enquanto uzbeques proibiram produtos tajiques no Uzbequistão. A guerra civil no Tajiquistão eclodiu quando grupos étnicos no Tajiquistão entraram em choque e mais tarde envolveram-se em uma guerra com baixas devastadoras. Durante esta guerra, as tropas uzbeques entraram no Tajiquistão para impedir a guerra, porém seus esforços foram fúteis devido a desentendimentos pessoais entre os líderes de ambos os países. No entanto, o Uzbequistão recebeu uma enxurrada de refugiados uzbeques e tajiques do Tajiquistão devido à guerra em curso, a maioria dos quais permaneceu no Uzbequistão após a guerra. 

## Conflitos de energia

### Barragem de Rogun
O Tadjiquistão planejava construir a maior represa hidrelétrica do mundo, a barragem de Rogun, no rio Vakhsh. O projeto foi inicialmente proposto por engenheiros soviéticos na década de 1950, mas a construção atual foi adiada pela dissolução da União Soviética em 1991. A barragem traria independência energética para o Tajiquistão, porém o Uzbequistão argumenta que prejudicaria sua lucrativa indústria de algodão pela secagem de rios. Em 2012, o presidente do Uzbequistão, Islam Karimov, alertou, sem nomear o Tajiquistão, que certos projetos de barragens podem levar a uma guerra regional na Ásia Central.

### Exportação de gás para o Tajiquistão
O Tadjiquistão depende principalmente do gás importado do Uzbequistão e tem poucas outras fontes de energia; como resultado, sofre de escassez crônica de eletricidade. O Uzbequistão usa o ramo energética para conter o Tajiquistão na disputa da Barragem de Rogun. Analistas estimam as necessidades de gás do Tajiquistão em 1.2 bilhões m³/ano, enquanto que em 2012, o país só recebeu um décimo desse valor a um preço de US $300/1000 m³. Essa quantidade foi suficiente para operar apenas uma usina tajique.

## Ferrovia do Passo de Kamchik
Em 2013, o Uzbequistão anunciou o seu plano para construir uma nova via férrea através do Passo de Kamchik, ligando as cidades de Tashkent e Namangan. A nova rota ferroviária substituirá a antiga ferrovia da era soviética que atravessa o norte do Tajiquistão. Isso economizaria ao Uzbequistão $25 milhões por ano em taxas de trânsito e pode se tornar parte de uma rota ferroviária há muito planejada para a China. Especialistas tajiques manifestaram sua preocupação de que isso possa potencialmente isolar mais o Tajiquistão, que já é o país mais pobre da região. Em fevereiro de 2015, o Banco Mundial anunciou que emprestaria $195 milhões para a construção da ferrovia.